# Славич, Станислав Кононович
Станислав Кононович Славич (10 июля 1925 года, Харьков, Украинская ССР — 27 февраля 2013 года, Ялта, Украина) — советский и украинский прозаик, публицист, сценарист документальных фильмов, общественный деятель. Заслуженный деятель искусств Автономной Республики Крым (2000).

## Биография
Родился 10 июля 1925 года в Харькове, Украинская ССР.
Осенью 1941 года в шестнадцатилетнем возрасте присоединился к отступающим советским войскам. Попал в окружение, побывал в плену, бежал. С начала 1943 года — в партизанском отряде. Поскольку отряд этот возник стихийно, после освобождения Харькова и призыва в армию попал в штрафную роту. В 1943—1944 годы — на фронте, был ранен, затем попал для «госпроверки» в фильтрационные лагеря, где пробыл два года.
Демобилизовавшись, вернулся в Харьков. 1947—1952 годах — студент отделения журналистики филологического факультета Харьковского университета. По окончании — журналист. В 1954 году по состоянию здоровья (туберкулёз) переехал в Ялту, где и прожил до конца жизни.
Проживая в Ялте, работал журналистом в «Курортной газете» (ныне Крымская газета). Ряду публикаций Станислава Славича в конце 1950-х — начале 1960-х годов были инкриминированы «чуждые идейные позиции», «абстрактный гуманизм», «отход от принципов социалистического реализма» и т. д. В 1963 году был исключен из рядов КПСС и уволен из газеты. Почти десятилетие писал в основном «в стол».
В 1970-х годах жизнь стабилизируется. В этот период издано около 15 книг, в основном посвященных событиям Великой Отечественной войны в Крыму; участвовал как сценарист в создании свыше 30 фильмов (в основном документальных).
Был также широко известен активной общественной и публицистической деятельностью, посвящённой экологии и развитию Крыма, культурно-национальной политике Украины, борьбе с антисемитизмом, помощью крымским татарам и др.
С 1960 года дружил с писателем Виктором Некрасовым.
Умер 27 февраля 2013 года на 88-м году жизни в Ялте.

## Фильмография
- «Рассказ барабанщика» 1985
- «И снова май!» 1968

## Награды и премии
- Премия имени А. П. Чехова
- Премия Национального Союза писателей Украины имени В. Г. Короленко
- Литературная премия имени Даля
- Заслуженный деятель искусств Автономной Республики Крым (7 августа 2000) — За значительный личный вклад в развитие многонациональной культуры Автономной Республики Крым, высокое профессиональное мастерство и в связи в 75-летием со дня рождения[6].
- и другие премии и награды.